# Ricardo Vianna
Ricardo Vianna da Rocha Lopes (Rio de Janeiro, 24 de setembro de 1992) é um ator e ex-lutador brasileiro.

## Carreira
Ricardo começou a carreira como lutador de jiu-jítsu em 2007 – sendo praticante do esporte desde os 4 anos– e foi campeão brasileiro durante três anos. Em 2012, aos 19 anos, recebeu a proposta de um clube dos Estados Unidos, porém teve que desistir ao sofrer uma contusão. Nesta época começou a estudar teatro e estreou na peça Brainstorming Anônimos. Em 2016, participou  do elenco da vigésima quarta temporada de Malhação como o jogador de vôlei Giovane, e ao longo da trama o seu personagem acabou se tornando o protagonista da temporada. Em 2017, interpretou um dos personagens centrais de Tempo de Amar, o jovem idealista Tomaso.

## Vida pessoal
Em 23 de fevereiro de 2015 nasceu a primeira filha do ator, Cecília, fruto do antigo namoro com a empresária Aline Krykhtine. Em 2018 morou durante um ano na Espanha, onde estuou artes cênicas com o diretor Juan Carlos Corazza.
Desde outubro de 2023, o ator namora com a cantora Lexa. Em 31 de outubro de 2024, o casal anunciou que espera o primeiro filho.

## Filmografia

### Televisão
| Ano     | Título                         | Personagem      | Notas                      |
| ------- | ------------------------------ | --------------- | -------------------------- |
| 2015    | Totalmente Demais              | James           | Episódio: "10 de novembro" |
| 2016–17 | Malhação: Pro Dia Nascer Feliz | Giovane Soares  | Temporada 24               |
| 2017    | Tempo de Amar                  | Tomaso Molinari |                            |
| 2019    | Verão 90                       | Magaiver        |                            |
| 2019    | Dancing Brasil                 | Participante    | Temporada 5                |
| 2020    | Tô de Graça                    | Tony Delícia    | Episódio: "Ai, Portugal"   |
| 2021    | Genesis                        | Naftali         | Fase: José do Egito        |
| 2023    | Travessia                      | Alex            | Episódio: "5 de maio"      |
| 2024    | Reis                           | Abda            | Fase: "A Divisão"          |
| 2025    | Vale Tudo                      | Marlon          | Episódios: "5–13 de maio"  |

### Videoclipes
| Ano  | Canção           | Artista |
| ---- | ---------------- | ------- |
| 2018 | "Vibe do Prazer" | Lary    |

## Teatro
| Ano     | Título                             | Personagem |
| ------- | ---------------------------------- | ---------- |
| 2012    | Brainstorming Anônimos             |            |
| 2013–14 | Beijos, Escolhas e Bolhas de Sabão |            |
| 2015    | Like                               |            |
| 2017    | Sonhos de uma Noite no Sertão      | Januário   |
| 2018    | A Peleja do Conta Gotas            | Lucas      |